# Atletiek op de Olympische Zomerspelen 2008 – 4×400 meter vrouwen
Het 4×400 meter estafette voor vrouwen op de Olympische Spelen van 2008 in Peking vond plaats op 22 augustus (series) en 23 augustus (finale) in het Nationale Stadion van Peking. De finale werd gewonnen de Amerikaanse estafetteploeg in 3.18,54.

## Kwalificatie
Kwalificatie van de beste 16 teams ging op basis van het gemiddelde van de twee beste tijden die zijn gelopen in de kwalificatieperiode (1 januari 2007 tot 16 juli 2008). Er mogen 6 atletes worden ingeschreven, waaronder in elk geval de deelnemers aan de individuele 400 meter.

## Medailles
| Goud   | USA | Mary Wineberg Allyson Felix Monique Henderson Sanya Richards Natasha Hastings* |
| Zilver | JAM | Shericka Williams Shereefa Lloyd Rosemarie Whyte Novlene Williams              |
| Brons  | GBR | Christine Ohuruogu Kelly Sotherton Marilyn Okoro Nicola Sanders                |

* Atleten die alleen in de series deelnamen, maar toch een medaille kregen.

## Programma
| Ronde  | Datum                | Tijd (lokaal) | Tijd (NL) |
| ------ | -------------------- | ------------- | --------- |
| Series | vrijdag 22 augustus  | 19:40         | 13:40     |
| Finale | zaterdag 23 augustus | 20:40         | 14:40     |

## Records
Vóór de Olympische Spelen van 2008 in Peking waren het wereldrecord en olympisch record als volgt.
| Wereldrecord     | 3.15,17 | URS | Tatjana Ledovskaja Olga Nazarova Maria Pinigina Olga Bryzgina | Seoel | 1 oktober 1988 |
| Olympisch record | 3.15,17 | URS | Tatjana Ledovskaja Olga Nazarova Maria Pinigina Olga Bryzgina | Seoel | 1 oktober 1988 |

## Kwalificatieoverzicht
| Positie  | NOC | 2 wedstrijden | 2 wedstrijden | 1       | 2       |
| Positie  | NOC | Totaal        | Gemiddelde    | 1       | 2       |
| -------- | --- | ------------- | ------------- | ------- | ------- |
| 1        | USA | 6.40,71       | 3.20,35       | 3.18,55 | 3.22,16 |
| 2        | RUS | 6.43,74       | 3.21,87       | 3.20,25 | 3.23,49 |
| 3        | GBR | 6.45,49       | 3.22,74       | 3.20,04 | 3.25,45 |
| 4        | BLR | 6.45,55       | 3.22,77       | 3.21,88 | 3.23,67 |
| 5        | JAM | 6.45,87       | 3.22,93       | 3.19,73 | 3.26,14 |
| 6        | POL | 6.52,81       | 3.26,41       | 3.26,36 | 3.26,45 |
| 7        | CUB | 6.54,09       | 3.27,04       | 3.27,04 | 3.27,05 |
| 8        | MEX | 6.54,89       | 3.27,44       | 3.27,14 | 3.27,75 |
| 9        | FRA | 6.55,25       | 3.27,62       | 3.26,63 | 3.28,62 |
| 10       | UKR | 6.55,82       | 3.27,91       | 3.27,15 | 3.28,67 |
| 11       | GER | 6.56,83       | 3.28,41       | 3.27,31 | 3.29,52 |
| 12       | NGR | 6.57,71       | 3.28,85       | 3.27,97 | 3.29,74 |
| 13       | BRA | 6.58,00       | 3.29,00       | 3.28,89 | 3.29,11 |
| 14       | JPN | 7.00,70       | 3.30,35       | 3.30,17 | 3.30,53 |
| 15       | IND | 7.00,84       | 3.30,42       | 3.28,29 | 3.32,55 |
| 16       | CHN | 7.01,89       | 3.30,95       | 3.29,75 | 3.32,14 |
| Reserves |     |               |               |         |         |
| 17       | ITA | 7.01,96       | 3.30,98       | 3.30,89 | 3.31,07 |
| 18       | CAN | 7.02,71       | 3.31,35       | 3.30,34 | 3.32,37 |
| 19       | GRE | 7.03,27       | 3.31,64       | 3.30,20 | 3.33,07 |
| 20       | ROU | 7.05,79       | 3.32,90       | 3.30,22 | 3.35,57 |

## Uitslagen
De volgende afkortingen worden gebruikt:
- Q Gekwalificeerd op basis positie
- q Gekwalificeerd op basis van tijd
- DNF Niet aangekomen
- DSQ Gediskwalificeerd
- SB Beste seizoensprestatie

### Series
| Heat | Baan | Land | Deelnemers                                                                   | Resultaat | Extra  |
| ---- | ---- | ---- | ---------------------------------------------------------------------------- | --------- | ------ |
| 2    | 7    | USA  | Mary Wineberg Monique Henderson Natasha Hastings Sanya Richards              | 3.22,45   | Q (SB) |
| 2    | 3    | JAM  | Novlene Williams Shereefa Lloyd Bobby-Gaye Wilkins Shericka Williams         | 3.22,60   | Q (SB) |
| 2    | 6    | BLR  | Joeljana Joestsjanka Iryna Chljoestava Ilona Voesovitsj Svjatlana Voesovitsj | 3.22,78   | Q (SB) |
| 1    | 3    | RUS  | Jelena Migoenova Tatjana Vesjkoerova Ljoedmila Litvinova Tatjana Firova      | 3.23,71   | Q (SB) |
| 2    | 2    | NGR  | Folashade Abugan Joy Amechi Eze Oluoma Nwoke Ajoke Odumosu                   | 3.24,10   | q (SB) |
| 1    | 7    | CUB  | Roxana Diaz Zulia Calatayud Susana Clement Indira Terrero                    | 3.25,46   | Q (SB) |
| 1    | 5    | GBR  | Nicola Sanders Kelly Sotherton Marilyn Okoro Christine Ohuruogu              | 3.25,48   | Q (SB) |
| 1    | 6    | GER  | Jonna Valesca Tilgner Sorina Nwachukwu Florence Ekpo-Umoh Claudia Hoffmann   | 3.25,55   | q (SB) |
| 2    | 4    | FRA  | Phara Anacharsis Thelia Sigere Solen Desert Virginie Michanol                | 3.26,61   | (SB)   |
| 1    | 8    | UKR  | Oksana Sjtsjerbak Tetjana Petljoek Ksenija Karandjoek Natalja Pyhyda         | 3.27,44   |        |
| 1    | 2    | POL  | Monika Bejnar Jolanta Wojcik Anna Jesień Grażyna Prokopek                    | 3.28,23   |        |
| 1    | 4    | IND  | Geetha Satti Manjeet Kaur Chithra Kulathummuriyil Soman Mandeep Kaur         | 3.28,83   |        |
| 2    | 9    | BRA  | Maria Laura Almirao Josiane Tito Emmily Pinheiro Lucimar Teodoro             | 3.30,10   |        |
| 2    | 5    | MEX  | Ruth Grajeda Gabriela Medina Nallely Vela Zudikey Rodriguez                  | 3.30,36   |        |
| 1    | 9    | JPN  | Satomi Kubokura Asami Tanno Mayu Kida Sayaka Aoki                            | 3.30,52   | (SB)   |
| 2    | 8    | CHN  | Han Ling Chen Jingwen Wang Jinping Tang Xiaoyin                              | 3.30,77   |        |

## Finale
| Rang | Baan | Nationaliteit | Deelnemers                                                                     | Resultaat | Extra |
| ---- | ---- | ------------- | ------------------------------------------------------------------------------ | --------- | ----- |
|      | 4    | USA           | Mary Wineberg Allyson Felix Monique Henderson Sanya Richards                   | 3.18,54   | (SB)  |
|      | 7    | JAM           | Novlene Williams Shereefa Lloyd Rosemarie Whytes Shericka Williams             | 3.20,40   | (SB)  |
|      | 9    | GBR           | Christine Ohuruogu Kelly Sotherton Marilyn Okoro Nicola Sanders                | 3.22,68   | (SB)  |
| 4    | 6    | CUB           | Roxana Diaz Zulia Calatayud Susana Clement Indira Terrero                      | 3.23,21   | (NR)  |
| 5    | 2    | NGR           | Joy Amechi Eze Folashade Abugan Oluoma Nwoke Ajoke Odumosu                     | 3.23,74   | (SB)  |
| 6    | 3    | GER           | Jonna Valesca Tilgner Sorina Nwachukwu Florence Ekpo-Umoh Claudia Hoffmann     | 3.28,45   |       |
| DQ   | 5    | RUS           | Joelia Goesjtsjina Ljoedmila Litvinova Tatjana Firova Anastasia Kapatsjinskaja | 3.18,82   | (SB)  |
| DQ   | 8    | BLR           | Anna Kozak Iryna Chljoestava Ilona Voesovitsj Svjatlana Voesovitsj             | 3.21,85   | (NR)  |